# Oberliga Hamburgo
La Oberliga Hamburgo es una de las ligas regionales amateur de Alemania que componen la Oberliga, la quinta división del fútbol en el país.

## Historia
Fue re-fundada en 1945 como la Stadtliga Hamburg y se compone de los equipos de la región de Hamburgo y ciudades cercanas, y es la liga de fútbol más importante de la región. La liga fue integrada por 13 equipos como parte de la ocupación de los aliados al terminar la Segunda Guerra Mundial. La liga tomó el lugar de la Liga de Hamburg & Altona creada en 1895.
En sus primeras dos temporadas fue la primera división del fútbol alemán, pero en 1947 la liga pasó a ser segunda categoría por detrás de la Oberliga Nord, y su campeón tenía derecho a pelear por el ascenso en un playoff con los equipos campeones de las ligas regionales cercanas. En 1947 la liga pasó a llamarse Verbandsliga Hamburg y se dividió en dos grupos y para 1949 los grupos pasaron a ser de doce equipos cada uno, pero al año siguiente la liga pasó a ser de nuevo de un grupo, pero esta vez< de 16 equipos y pasó a llamarse Amateurliga Hamburg.

### 1963/74
En 1963 nace la Bundesliga, con lo que la Oberliga Nord desaparece y nace la Regionalliga Nord para tomar su lugar como segunda división, poniendo a la Amateurliga como la tercera categoría, pero como Landesliga Hamburg.

### 1974/94
En 1974 desaparece la Regionalliga Nord, dando paso a la 2. Regionalliga Nord, retorna la Oberliga Nord como la tercera división, mientras que la Landesliga baja como la cuarta categoría de Alemania, aunque en esta ocasión serían dos equipos en lugar de uno quienes disputaban el ascenso a la tercera categoría. En 1978 la liga pasa a llamarse Verbandsliga Hamburg.

### 1994/2008
En 1994 retorna la Regionalliga Nord, pero esta vez lo hace como la tercera división de Alemania, lo que provoca que la Verbandsliga descienda un nivel otra vez, convirtiéndose en la quinta división alemana, la Oberliga Nord se divide en dos Oberligas, pero esta vez el campeón de la Verbandsliga obtiene el ascenso directo de categoría.
El ascenso directo duró hasta la temporada 1999/2000, debido a la reducción de las Regionalligas y para 2004 decidieron volver a unir a la Oberliga Nord en una sola liga en vez de dos como antes.

### 2008
En 2008 nace la 3. Bundesliga como el nuevo tercer nivel de fútbol alemán, pasando la Regionalliga Nord a ser de cuarta categoría, pero la Verbandsliga se mantiene como quinta categoría, esta vez con su nombre actual con 18 equipos participantes.

## Equipos Fundadores
Estos son los clubes que disputaron la temporada de 1945:
| - Hamburger SV - FC St. Pauli - FC Altona 93 - SpVgg Blankenese - Union 03 Altona | - SC Concordia Hamburg - Eimsbütteler TV - SC Victoria Hamburg - Post SV Hamburg | - Viktoria Wilhelmsburg - TuS Finkenwärder - SV West-Eimsbüttel - FV Wilhelmsburg 09 |

Fuente:

## La Liga Dentro del Fútbol Alemán
| Periodo   | Nivel | Ascenso a                           |
| --------- | ----- | ----------------------------------- |
| 1945-47   | I     | Liga Independiente                  |
| 1947-63   | II    | Oberliga Nord                       |
| 1963-74   | III   | Regionalliga Nord                   |
| 1974-94   | IV    | Oberliga Nord                       |
| 1994-2004 | V     | Oberliga Hamburg/Schleswig-Holstein |
| 2004-08   | V     | Oberliga Nord                       |
| 2008-     | V     | Regionalliga Nord                   |

Fuente:

## Ediciones anteriores
| Temporada | Club                          |
| --------- | ----------------------------- |
| 1945-46   | Hamburger SV                  |
| 1946-47   | FC St. Pauli                  |
| 1947-48   | Eimsbütteler TV FC Altona 93  |
| 1948-49   | ASV Bergedorf 85 Harburger TB |
| 1949-50   | Post SV Hamburg FC Altona 93  |
| 1950-51   | SC Victoria Hamburg           |
| 1951-52   | Harburger TB                  |
| 1952-53   | SC Victoria Hamburg           |
| 1953-54   | SC Concordia Hamburg          |
| 1954-55   | SC Victoria Hamburg           |
| 1955-56   | SC Concordia Hamburg          |
| 1956-57   | TSV Uetersen                  |
| 1957-58   | ASV Bergedorf 85              |
| 1958-59   | Eimsbütteler TV               |
| 1959-60   | SC Victoria Hamburg           |
| 1960-61   | Harburger TB                  |
| 1961-62   | SC Victoria Hamburg           |
| 1962-63   | HSV Barmbeck-Uhlenhorst       |
| 1963-64   | VfL Pinneberg                 |
| 1964-65   | SC Sperber Hamburg            |
| 1965-66   | HSV Barmbeck-Uhlenhorst       |

| Temporada | Club                |
| --------- | ------------------- |
| 1966-67   | SV St.Georg         |
| 1967-68   | VfL Pinneberg       |
| 1968-69   | TSV Langenhorn      |
| 1969-70   | TSV Langenhorn      |
| 1970-71   | VfL Pinneberg       |
| 1971-72   | ASV Bergedorf 85    |
| 1972-73   | VfL Pinneberg       |
| 1973-74   | SC Victoria Hamburg |
| 1974-75   | VfL Pinneberg       |
| 1975-76   | ASV Bergedorf 85    |
| 1976-77   | VfL Pinneberg       |
| 1977-78   | ASV Bergedorf 85    |
| 1978-79   | VfL Stade           |
| 1979-80   | Hummelsbüttler SV   |
| 1980-81   | SV Lurup            |
| 1981-82   | Hummelsbüttler SV   |
| 1982-83   | SV Lurup            |
| 1983-84   | Hummelsbüttler SV   |
| 1984-85   | Holstein Quickborn  |
| 1985-86   | Hamburger SV II     |
| 1986-87   | Hamburger SV II     |
| 1987-88   | Meiendorfer SV      |
| 1988-89   | Hamburger SV II     |
| 1989-90   | VfL Stade           |
| 1990-91   | VfL 93 Hamburg      |

| Temporada | Club                         |
| --------- | ---------------------------- |
| 1991-92   | SV Lurup                     |
| 1992-93   | SC Concordia Hamburg         |
| 1993-94   | SC Concordia Hamburg         |
| 1994-95   | SC Victoria Hamburg          |
| 1995-96   | SC Condor Hamburg            |
| 1996-97   | Vorwärts/Wacker 04 Billstedt |
| 1997-98   | Rasensport Elmshorn          |
| 1998-99   | TuS Dassendorf               |
| 1999-2000 | ASV Bergedorf 85             |
| 2000-01   | SC Concordia Hamburg         |
| 2001-02   | Meiendorfer SV               |
| 2002-03   | Harburger TB                 |
| 2003-04   | HSV Barmbek-Uhlenhorst       |
| 2004-05   | TSV Sasel                    |
| 2005-06   | VfL 93 Hamburg               |
| 2006-07   | SC Victoria Hamburg          |
| 2007-08   | SC Victoria Hamburg          |
| 2008-09   | SC Victoria Hamburg          |
| 2009-10   | SC Victoria Hamburg          |
| 2010-11   | FC St. Pauli II              |
| 2011-12   | SC Victoria Hamburg          |
| 2012-13   | FC Elmshorn                  |
| 2013-14   | TuS Dassendorf               |
| 2014-15   | TuS Dassendorf               |

Fuente:
- En Negrita los equipos que ascendieron.
- En 1951, el subcampeón Lüneburger SK también ascendió.
- En 1952, el subcampeón FC Altona 93 también ascendió.
- En 1963, el subcampeón SC Victoria Hamburg también ascendió.
- En 1964, el cuarto lugar Rasensport Harburg ganó la promoción.
- En 1966, el subcampeón SC Sperber Hamburg también ascendió.
- En 1970, el subcampeón SC Sperber Hamburg ganó la promoción.
- En 1973, el subcampeón SC Concordia Hamburg también ascendió.
- En 1974, el subcampeón SC Poppenbüttel también ascendió.
- En 1984, el subcampeón FC Altona 93 también ascendió.
- En 1987, el subcampeón 1. SC Norderstedt ganó la promoción.
- En 1992, el subcampeón VfL 93 Hamburg también ascendió.
- En 1994, los equipos del 2º al 8º lugar también obtuvieron el ascenso.
- En 1995, el subcampeón Meiendorfer SV también ascendió.
- En 1996, el subcampeón Rasensport Elmshorn también ascendió.
- En 1997, el subcampeón ASV Bergedorf 85 también ascendió.
- En 1999, el subcampeón Eimsbütteler TV también ascendió.
- En 2001, el subcampeón ASV Bergedorf 85 también ascendió.
- En 2002, el subcampeón FC Altona 93 también ascendió.
- En 2003, el Harburger TB declinó el ascenso, SC Victoria Hamburg, TSV Sasel y Wedeler TSV ascendieron en su lugar.
- En 2009, el quinto lugar FC St. Pauli II ascendió.
- En 2013, el cuarto lugar Eintracht Norderstedt ganó la promoción para la Regionalliga luego de que el campeón FC Elmshorn rechazó el ascenso.
- En 2014 y 2015 no hubo equipos con permiso para jugar en la Regionalliga ni para pelear por el ascenso.